# Treteau
Treteau ist eine französische Gemeinde mit 517 Einwohnern (Stand: 1. Januar 2022) im Département Allier in der Region Auvergne-Rhône-Alpes; sie gehört zum Arrondissement Vichy und zum Kanton Moulins-2.

## Geografie
Treteau liegt etwa 32 Kilometer südsüdöstlich von Moulins und etwa 32 Kilometer nordnordöstlich von Vichy. Umgeben wird Treteau von den Nachbargemeinden Saint-Voir im Norden, Thionne im Nordosten, Jaligny-sur-Besbre im Osten, Chavroches im Südosten, Cindré im Süden, Boucé im Süden und Südwesten, Montoldre im Südwesten, Saint-Gérand-de-Vaux im Westen sowie Gouise im Nordwesten.

## Bevölkerungsentwicklung
| Jahr                       | 1962 | 1968 | 1975 | 1982 | 1990 | 1999 | 2006 | 2013 | 2019 |
| Einwohner                  | 729  | 756  | 655  | 603  | 560  | 514  | 539  | 566  | 514  |
| Quellen: Cassini und INSEE |      |      |      |      |      |      |      |      |      |

## Sehenswürdigkeiten
Siehe auch: Liste der Monuments historiques in Treteau
- Kirche Saint-Maurice
- Schloss Le Vieux Chambord, Monument historique

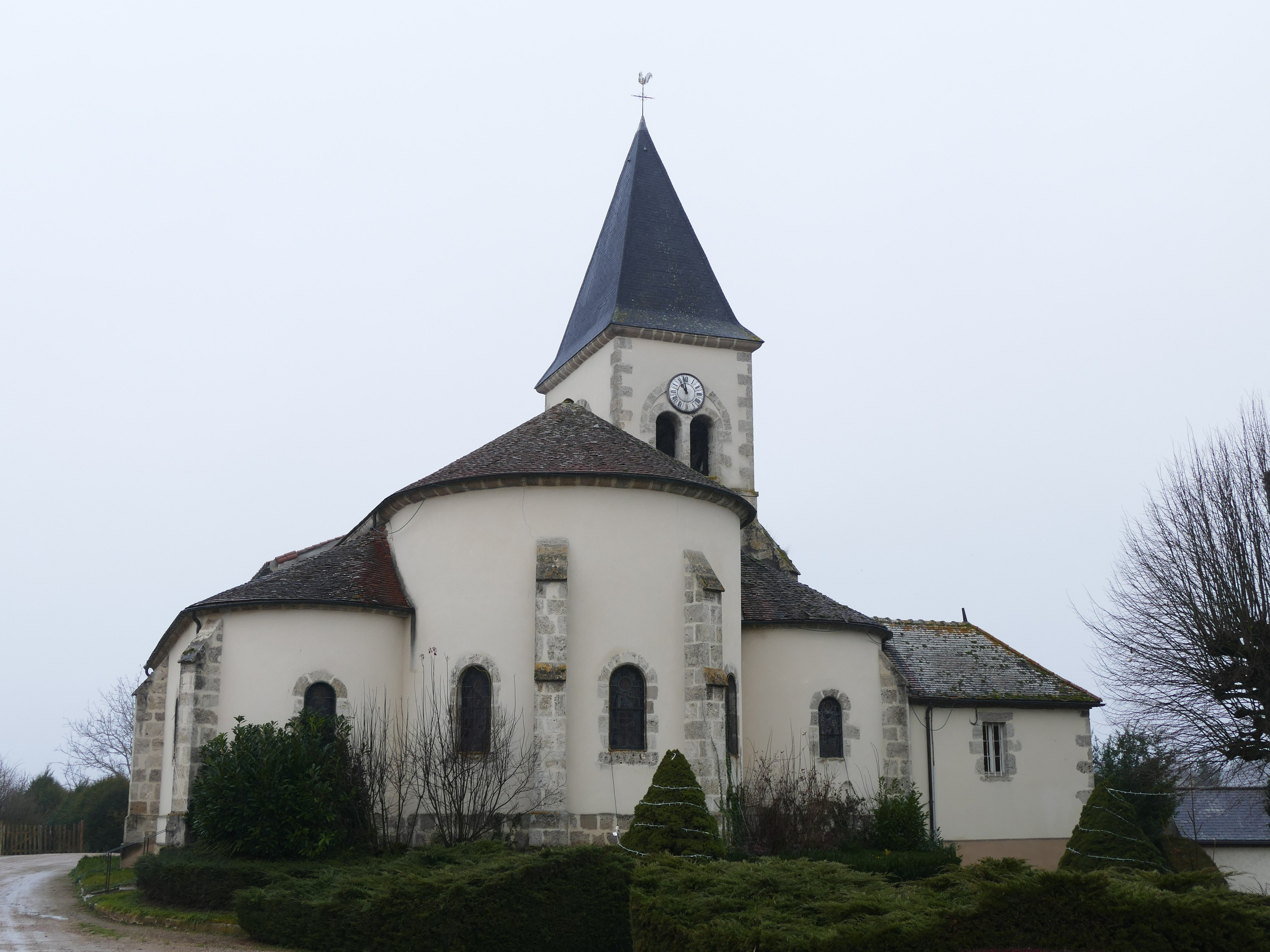
Kirche Saint-Maurice
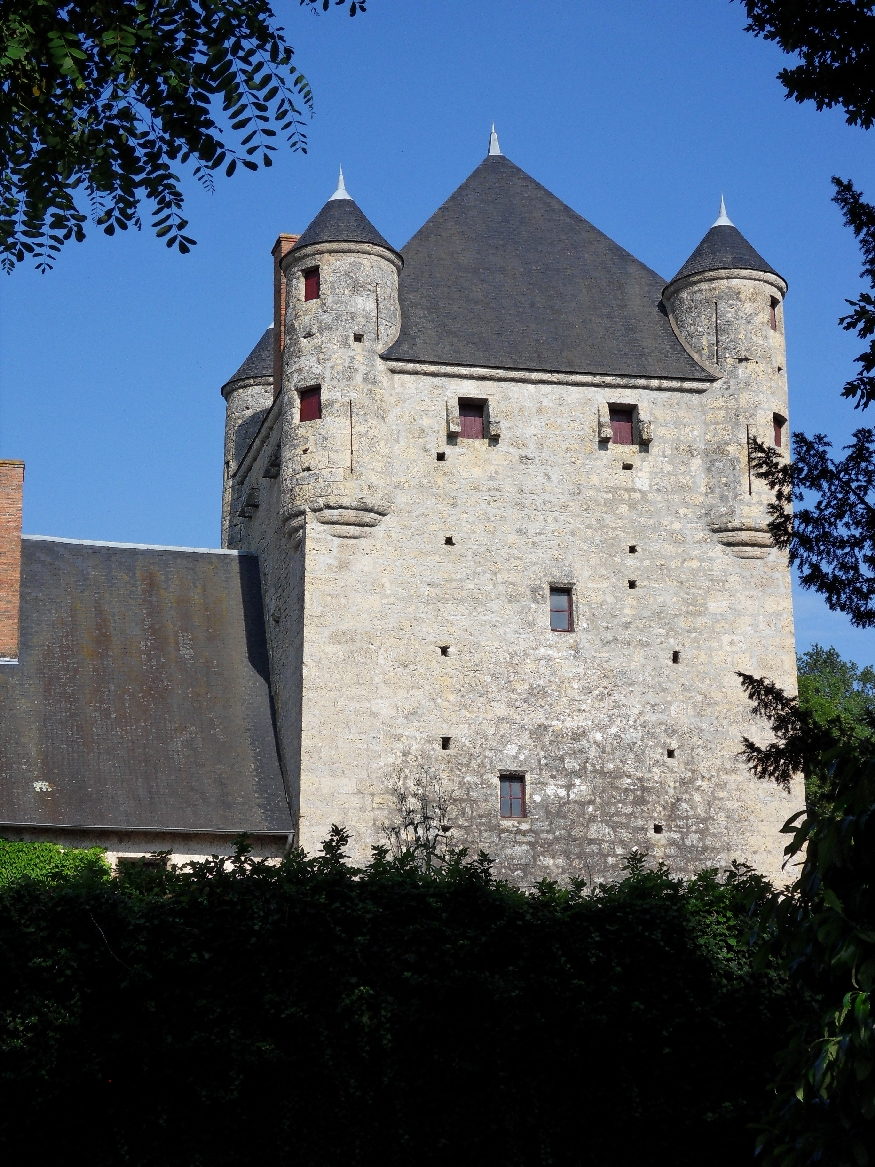
Schloss Le Vieux Chambord

## Persönlichkeiten
- Pierre Gay (1884–1914), einer der Märtyrer von Vingré